# تشارلز هوبر جيبسون
تشارلز هوبر جيبسون (بالإنجليزية: Charles Hopper Gibson)‏ هو محامي وسياسي أمريكي، ولد في 19 يناير 1842 في سنترفيل في الولايات المتحدة، وتوفي في 31 مارس 1900 في واشنطن العاصمة في الولايات المتحدة. حزبياً، نشط في الحزب الديمقراطي. وقد انتخب عضو مجلس النواب الأمريكي وانتخب عضو مجلس الشيوخ الأمريكي.